# Igreja São Francisco de Assis (São Paulo)
A Igreja de São Francisco de Assis é um templo da Igreja Católica localizado no Largo de São Francisco, no centro histórico de São Paulo, Brasil. 
É de propriedade da Ordem Franciscana dos Frades Menores, organização fundada por São Francisco de Assis em 1209, na Itália. Está ao lado da Igreja de São Francisco das Chagas e da Faculdade de Direito da Universidade de São Paulo. Originalmente, a igreja estava localizada ao lado do Convento de São Francisco e São Domingos, que, devido a um decreto assinado em 1827 por Dom Pedro I, deu lugar para a Faculdade de Direito da Universidade de São Paulo. Em 23 de abril de 1982, a Igreja de São Francisco de Assis foi oficialmente considerada um bem tombado pelo Conselho de Defesa do Patrimônio Histórico, Arqueológico, Artístico e Turístico do estado de São Paulo, conforme publicação no Diário Oficial do Estado de São Paulo. 

## Significado histórico e cultural
O Conselho de Defesa do Patrimônio Histórico, Arqueológico, Artístico e Turístico do estado de São Paulo solicitou o tombamento da Igreja de São Francisco, de propriedade da Província Franciscana da Imaculada Conceição do Brasil, em 4 de agosto de 1971. Em 2 de setembro do mesmo ano, foi notificado ao Frei Edgard Weisst e ao Frei Walter Kempf, da Ordem Franciscana dos Frades Menores, que eram considerado proprietário da igreja, que o local estava sob processo de tombamento.

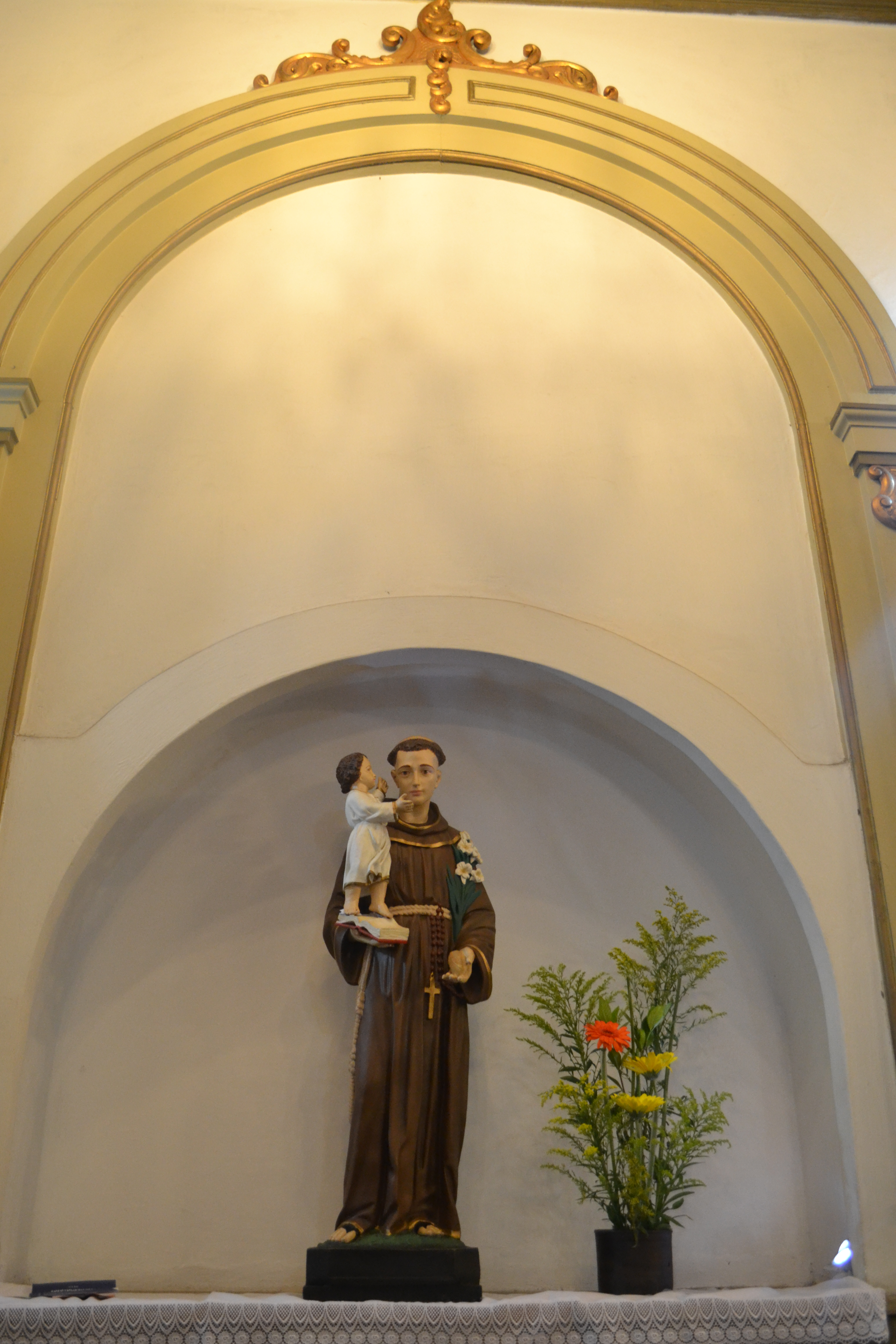
Imagem de Santo Antônio

Segundo o arquiteto Carlos Lemos, técnico responsável pelo processo de tombamento da igreja, um dos argumentos era o de que, se outras igrejas como a da Praça do Patriarca e a de São Gonçalo, ambas que passaram por reconstruções, foram tombadas, não haveria motivos para que a Igreja de São Francisco de Assis também não o fosse. Além disso, considerava-se que a igreja possuía um papel importante no que se refere à antiga São Paulo de Piratininga e que era a único ‘’exemplar arquitetônico‘’ datado do século 18 que existia na cidade. A nave central e as construções paralelas eram originais do ano de 1647, quando foi inaugurada a igreja.
Em 20 de junho de 1978, membros do CONDEPHAAT realizaram uma vistoria na igreja a fim de determinar se as reformas realizadas no local teriam prejudicado sua arquitetura original. Segundo a arquiteta Vera Maria de Barros Ferraz, responsável pela vistoria, ficou constatado que a igreja permanecia em perfeito estado de conservação.
Em 14 de outubro de 1981, Ruy Ohtake, então presidente do CONDEPHAAT, aprovou um parecer favorável ao tombamento da Igreja de São Francisco. Este foi finalizado em 19 de abril de 1982, quando o então secretário extraordinário da cultura do estado de São Paulo, Antônio Henrique da Cunha Bueno, publicou uma resolução oficializando o processo. Esta foi publicada quatro dias depois no Diário Oficial.

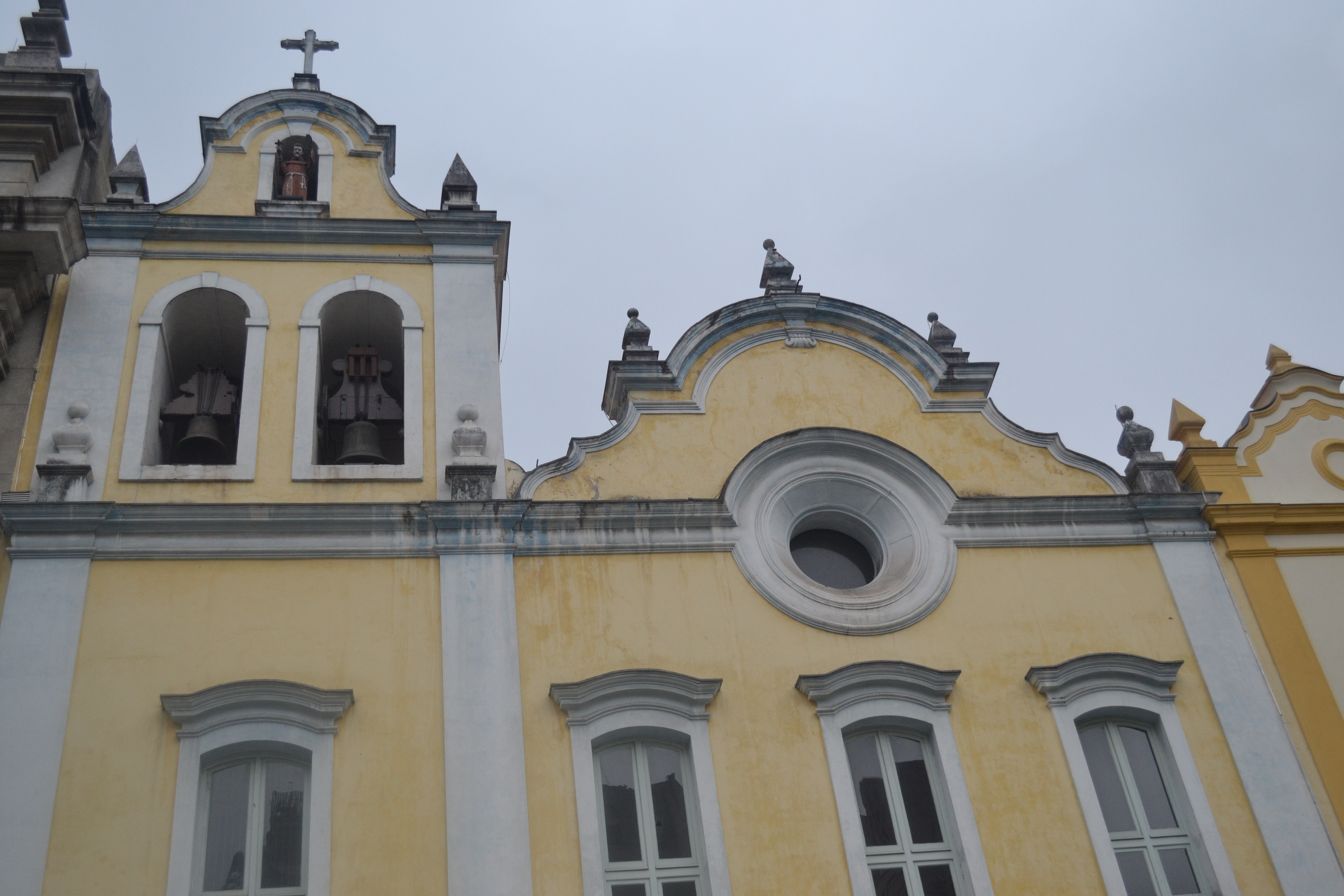
Detalhes da fachada da Igreja São Francisco

## História
Sete franciscanos chegaram a São Paulo em 1640 por meio de uma caravana. Eles se instalaram em uma casa onde atualmente está localizada a Praça do Patriarca, no Centro Histórico de São Paulo.
O terreno que atualmente corresponde ao Largo de São Francisco foi doado pela Câmara Municipal de São Paulo, em 1642, aos frades franciscanos. 

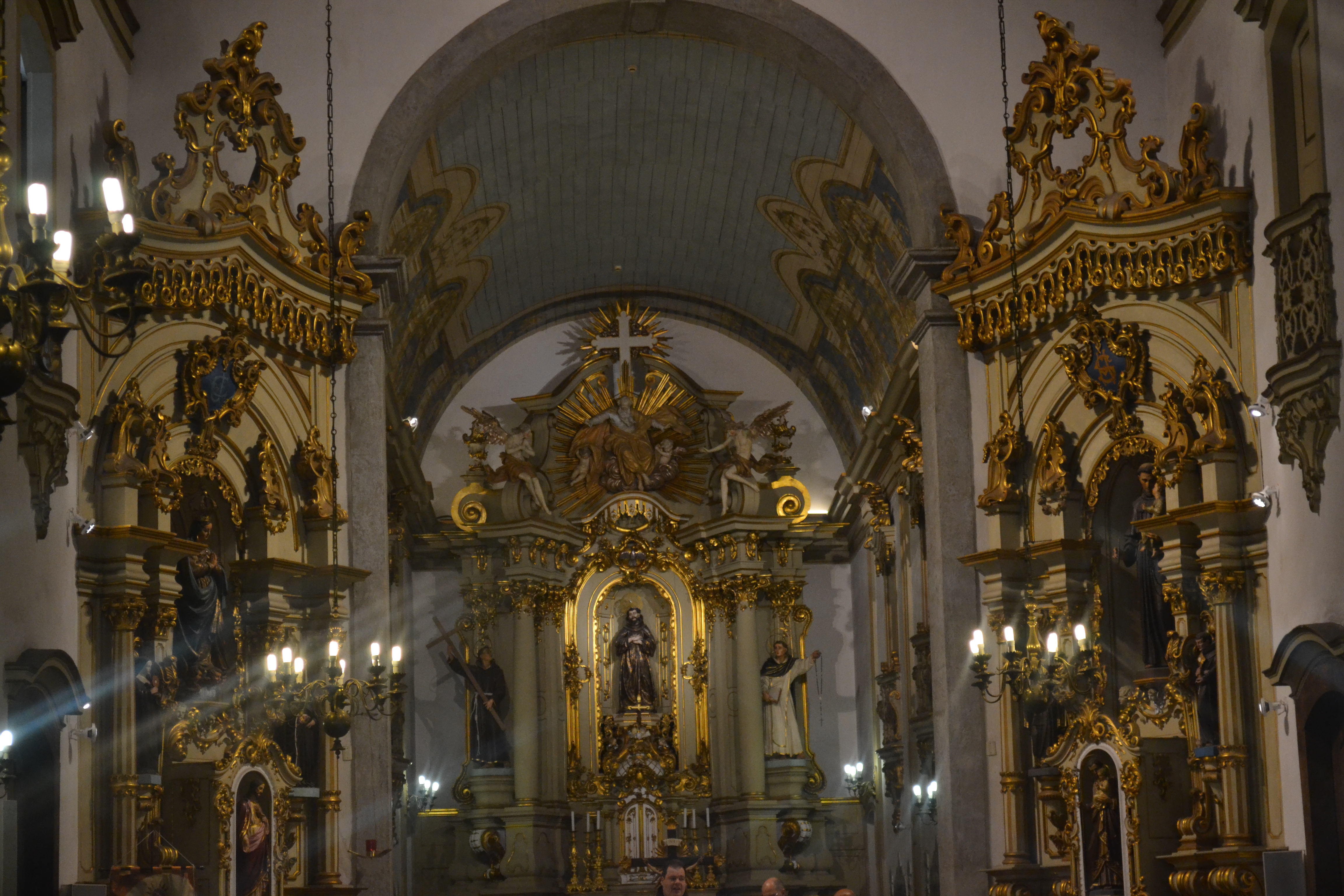
Interior da Igreja São Francisco

As informações referentes à história da igreja foram disponibilizadas, em 2 de janeiro de 1988, pelo setor de História da Secretaria de Estado da Cultura, que, nesta data, encaminhou um parecer favorável ao tombamento da Igreja de São Francisco. Neste documento, é citado um inventário em que se afirma que a Igreja de São Francisco já estava pronta no ano de 1643. O Convento de São Francisco e São Domingos, no entanto, foi inaugurado apenas quatro anos depois.
As obras obedeciam às normas vigentes na época para construções monásticas coletivas. Entre os anos de 1828 e 1858, a igreja foi administrada pela Ordem Terceira de São Francisco. Em 1858, o prédio foi tomado pela Irmandade de São Benedito. Os franciscanos só recuperariam a igreja em 1908. A Igreja de São Francisco pertencia ao triângulo central dos principais estabelecimentos religiosos de São Paulo, do qual faziam parte, além de São Francisco, Carmo e São Bento. 

## Características arquitetônicas
As principais características arquitetônicas, segundo o CONDEPHAAT, são: taipa de pilão, pedra-ferro nos arcos internos e externos, telhas capa e canal e paredes em alvenaria de tijolos. A igreja foi reformada em 1744, ano em que as características externas atuais, que fazem parte do estilo barroco, tomaram forma. Antes disso, a igreja tinha características jesuíticas, que eram consideradas padrão para as igrejas da província. Em 1880, o edifício foi reconstruído devido a um incêndio, que provocou destruição. Depois deste, só sobraram as paredes da edificação e a imagem de São Francisco de Assis, que permanece na igreja até os dias de hoje. 

## Galeria

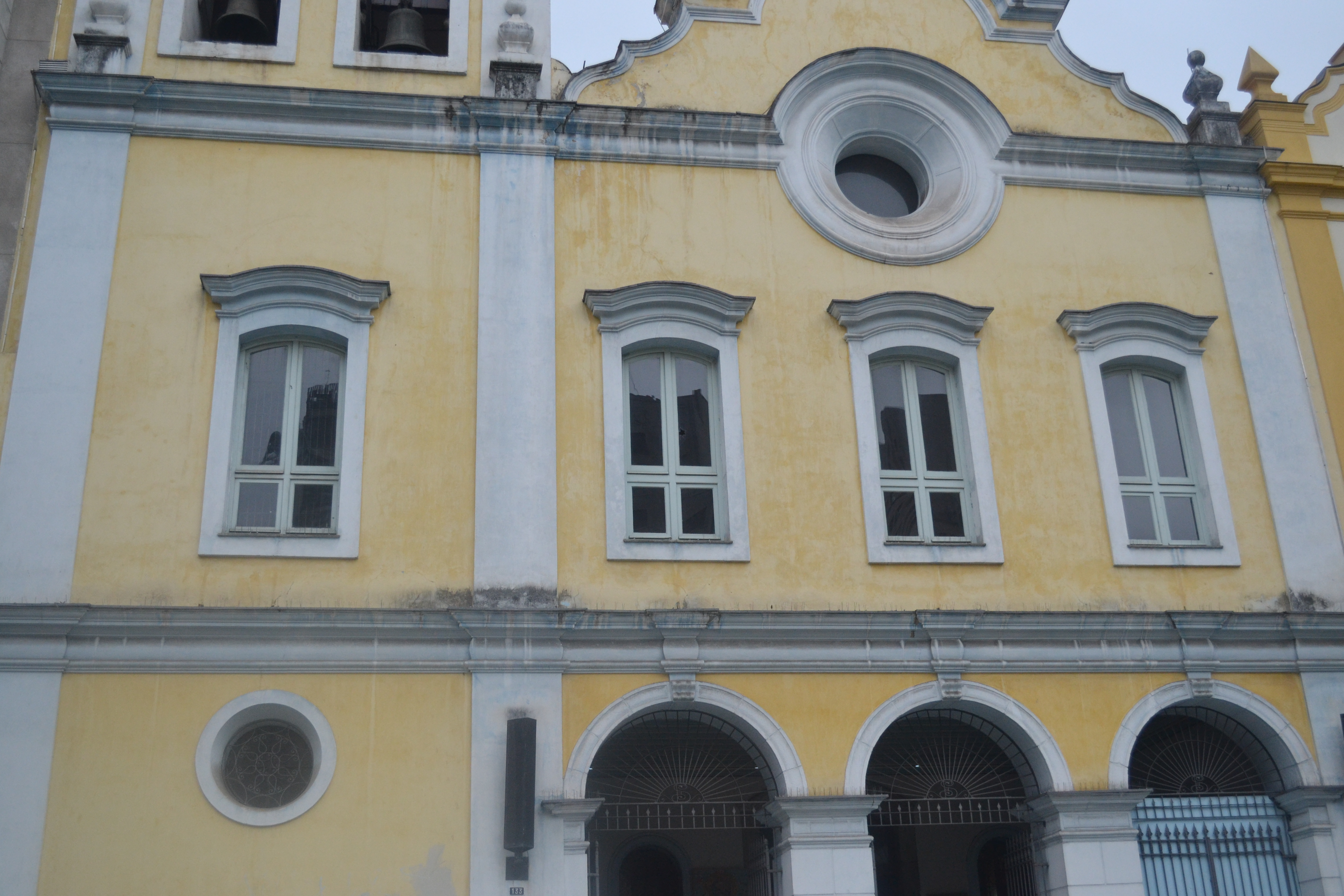
Fachada da Igreja São Francisco
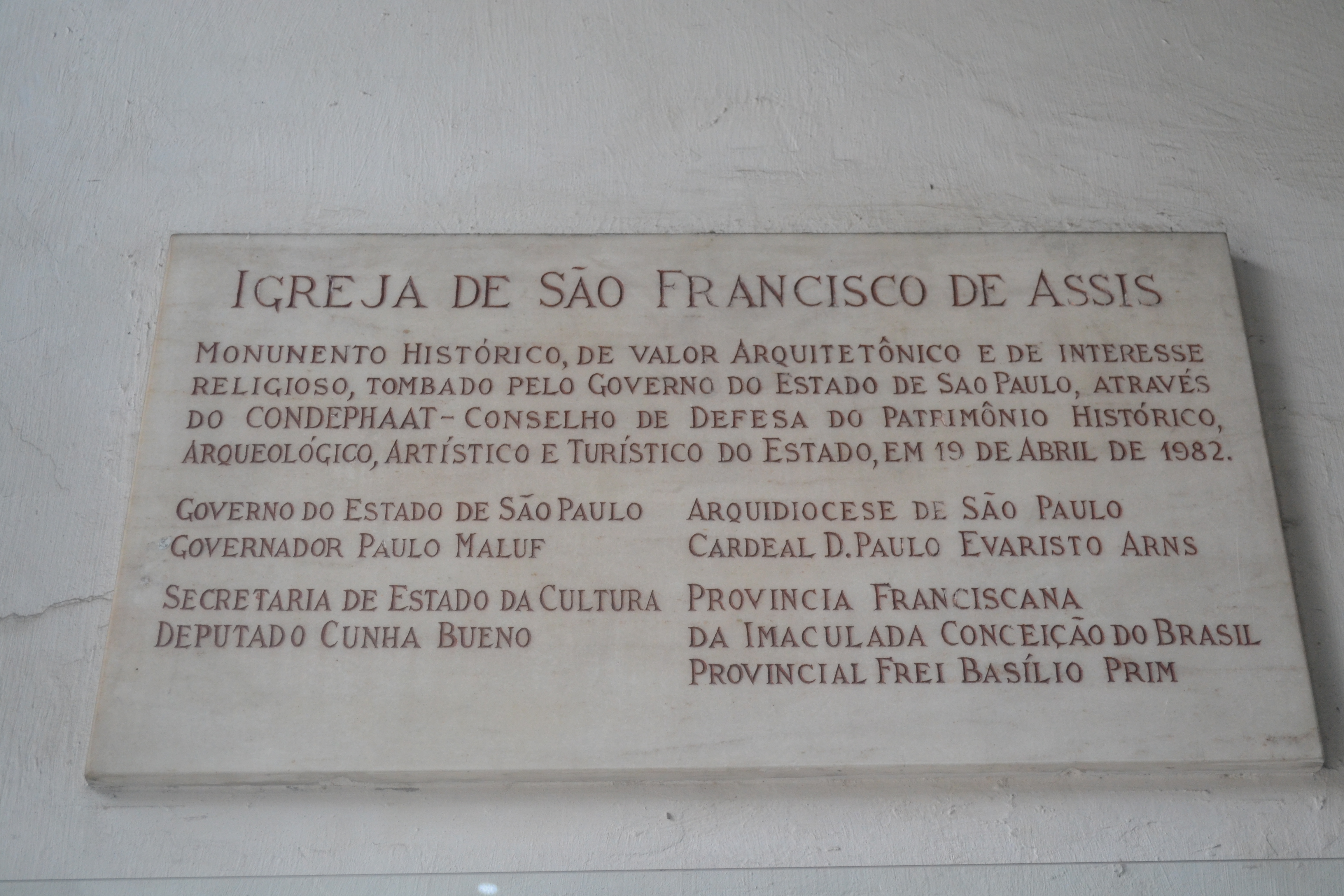
Mural da Igreja São Francisco
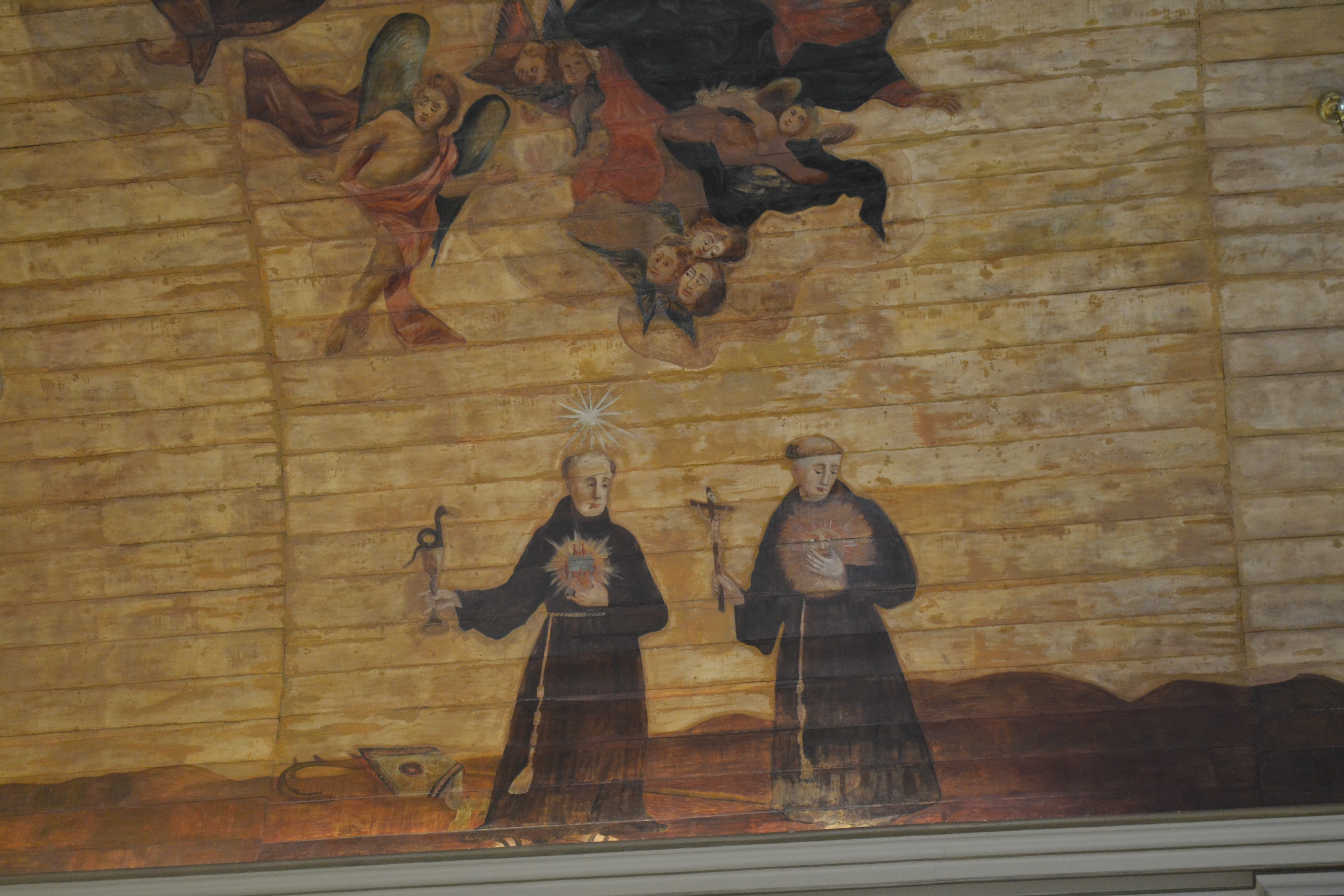
Detalhes do teto da Igreja São Francisco
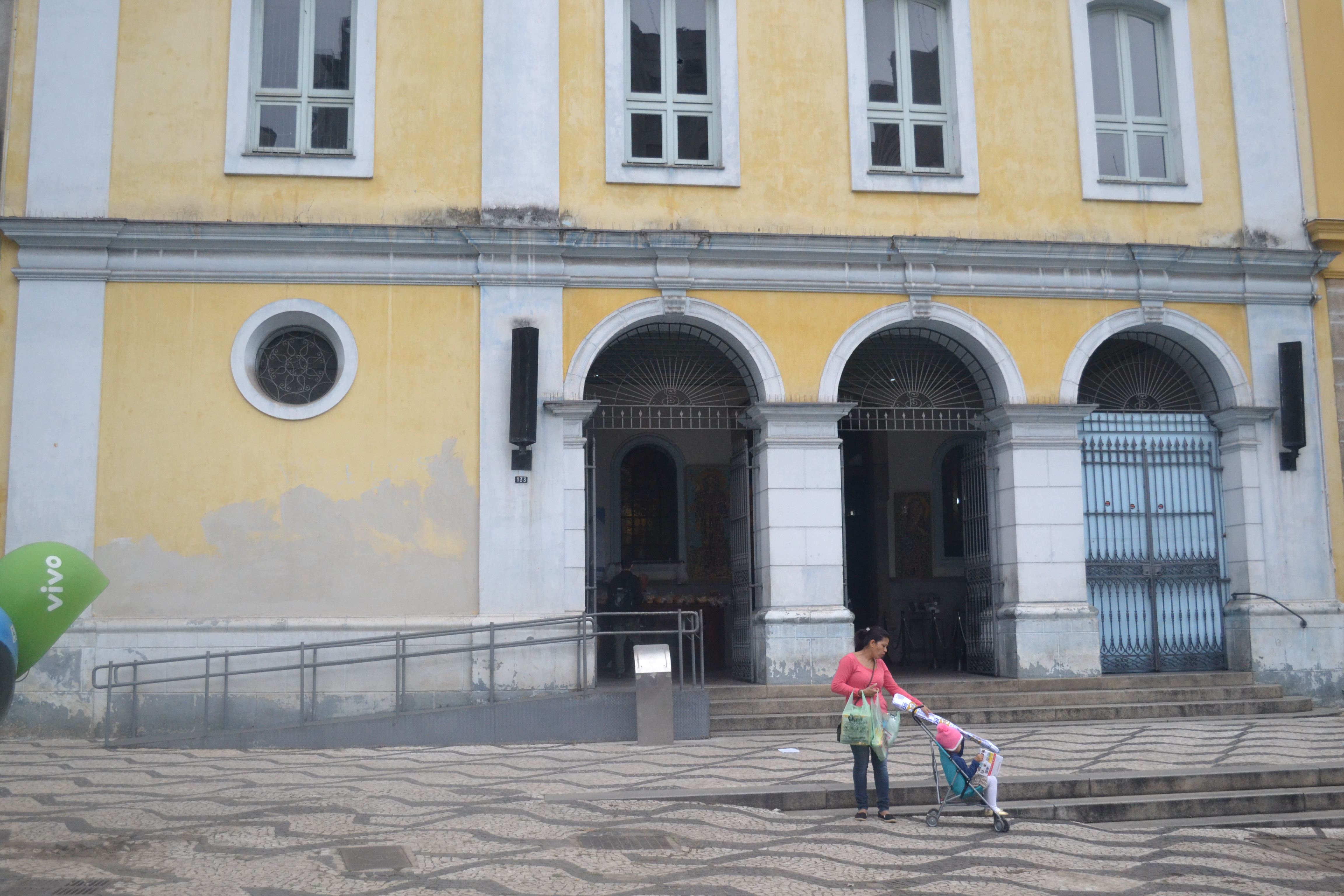
Conservação da Igreja São Francisco
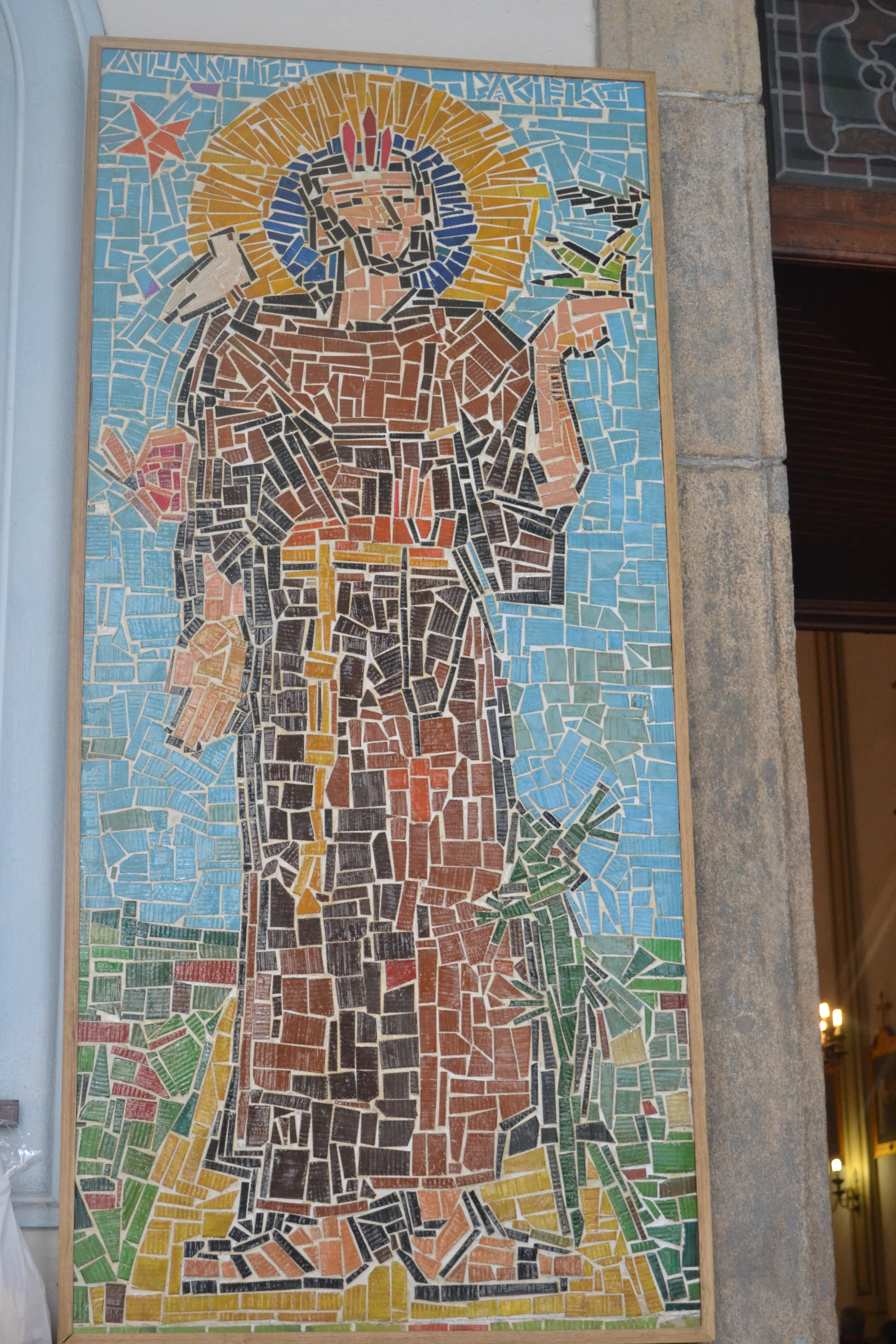
Imagem de São Francisco de Assis
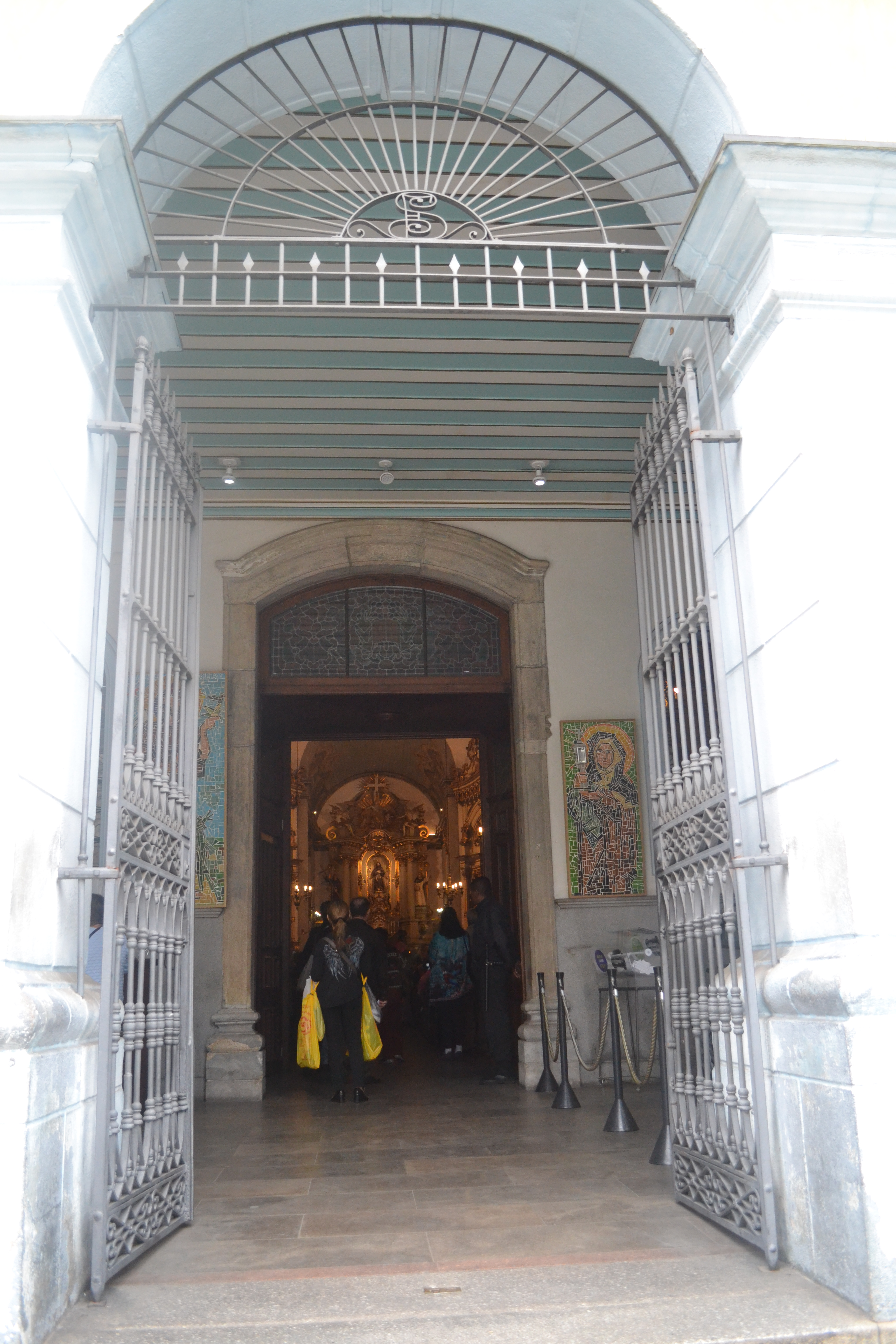
Entrada da Igreja São Francisco